# Sofía de Baviera

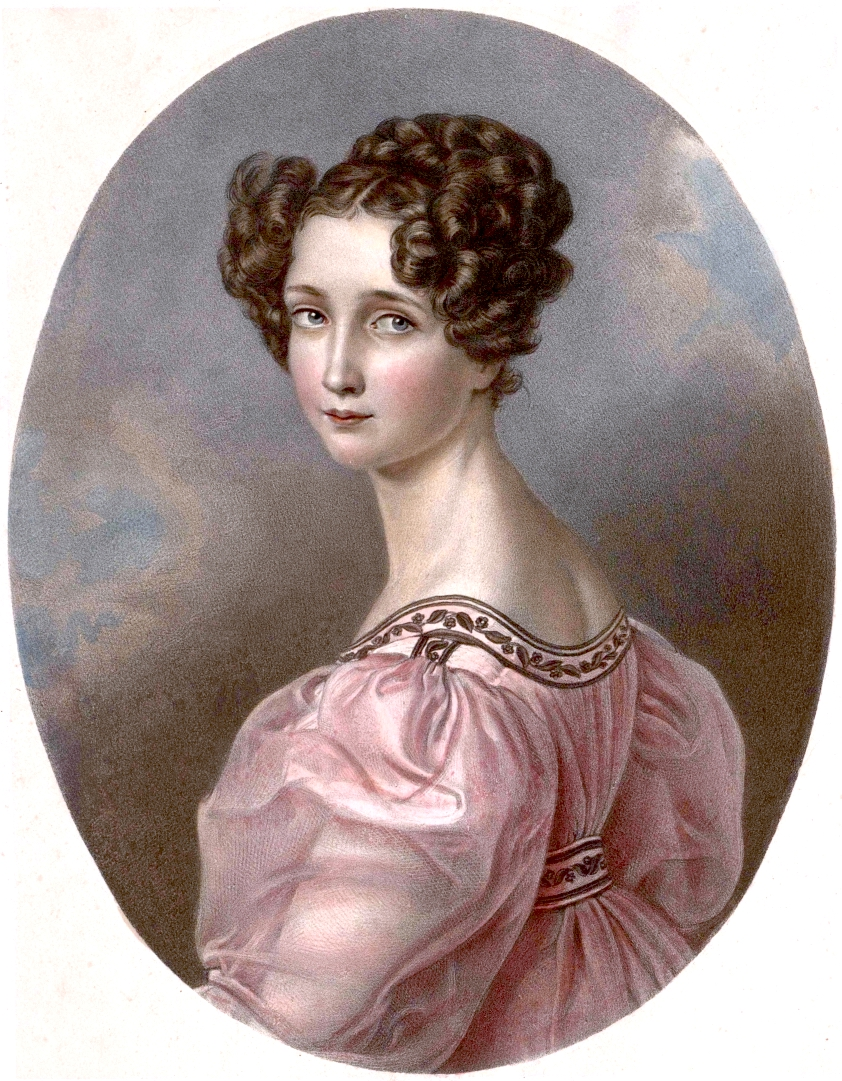
Sofía, en un grabado de joven, autor anónimo.

Sofía de Baviera (en alemán, Sophie von Bayern; Múnich, 27 de enero de 1805-Viena, 28 de mayo de 1872) fue princesa de Baviera por nacimiento, y por matrimonio archiduquesa de Austria y miembro de la Casa de Habsburgo-Lorena, «el único hombre de la familia», según declaró el canciller Clemente von Metternich. Fue la madre de los emperadores Francisco José I de Austria y Maximiliano I de México.

## La Casa de Wittelsbach
Miembro de la Casa de Wittelsbach, Sofía y su hermana gemela, María Ana, eran las hijas del elector Maximiliano IV de Baviera y de su segunda esposa, Carolina de Baden.
Los padres cuidaban personalmente de los numerosos niños, contrariamente a las costumbres de la época. Querían educar a estas personas de pensamiento moderno, que a pesar de toda la libertad de movimiento contenían ciertas reglas, tales como: puntualidad absoluta, que fue lo primero. Se decía que Sofía era la hija favorita de su padre, aunque estaba más unida a su madre, a quien amaba mucho. Ella adoraba a su hermana gemela y estaba muy unida a todas sus hermanas.
La electora Carolina fue la nieta del margrave Carlos Federico de Baden, soberano de un pequeño estado y de poca influencia (ni siquiera se trataba de un electorado) pero que limitaba con Francia y cuya política ilustrada era admirada en toda Europa. La electora tuvo muchas hermanas que hicieron buenos enlaces, haciendo que la familia entroncase con los principales tronos de Europa. Mientras la Francia revolucionaria se hundía en la guerra y el terror, su hermana Luisa, fue elegida en 1793 por la zarina Catalina II de Rusia para ser la esposa de su nieto, el futuro zar Alejandro I de Rusia. A partir de entonces, los tronos europeos se le ofrecieron a las princesas de Baden: Federica se casó con el rey Gustavo IV Adolfo de Suecia (que fue destronado en 1809); María se convirtió en duquesa de Brunswick; y Guillermina, en landgravina y luego gran duquesa de Hesse-Darmstadt.
El año 1805 comenzó con el nacimiento de las dos princesas bávaras y terminó con la victoria de los franceses en Austerlitz. El emperador de Austria, Francisco II, debió resignarse a aceptar el fin del Sacro Imperio Romano Germánico cuasi-milenario en el que reinaba desde 1792 y conservaba solo sus posesiones patrimoniales, pero debió ceder el Tirol y Vorarlberg entregados a Baviera que, al igual que sus vecinos de Baden, Wurtemberg, y Sajonia, se encontraban del lado del vencedor.
El emperador de los franceses, Napoleón Bonaparte, creó la "Confederación del Rin" de la que se adoptó la misión de "protector", a la que se adhirieron Baviera y sus vecinos. Por la gracia del emperador, Baviera, Wurtemberg, y Sajonia se convirtieron en reinos, mientras que Baden, cuyo apoyo a la política francesa no fue considerado suficientemente entusiasta por el emperador, en gran ducado.
Ansioso por unirse con las viejas familias reales europeas, Napoleón, sin miedo al escándalo, planeó casar a sus parientes con miembros de grandes dinastías: Catalina, una hija del rey de Wurtemberg, se casó con Jerónimo Bonaparte, elevado por su hermano a rey de Westfalia; la sobrina de la emperatriz Josefina, Estefanía de Beauharnais, se casó con el gran duque heredero de Baden (Carlos Luis de Baden), adoptándola y creándola princesa imperial para la ocasión; la princesa Augusta de Baviera se casó en 1806 con Eugenio de Beauharnais, hijo de Josefina, también adoptado por el emperador. La duquesa María Isabel de Baviera, perteneciente a otra rama de la casa real bávara, se casó con el mariscal Berthier, recientemente ascendido a príncipe de Neuchâtel y Valangin (1806) y luego de Wagram (1809), quien representó al emperador francés en Viena durante las ceremonias del segundo matrimonio por poderes del soberano con la archiduquesa María Luisa de Austria. A pesar de la alianza francesa, cuando Napoleón planeó casar al príncipe heredero de Baviera con una de sus parientes, el joven fue casado rápidamente con una princesa de sangre real, aunque de una casa secundaria y protestante. Sin expresarlo, el rey de Baviera consideraba que una unión con la Casa de Bonaparte era una mala alianza y no deseaba que el matrimonio del heredero de la dinastía algún día fuera considerado morganático. 
Tras la caída del Imperio francés, el rey de Baviera, que se había unido a los enemigos de Napoleón de manera oportuna cuando era previsible que el corso iba a caer, pudo conservar su reino y su título y, para olvidar su pasado "bonapartista", casó a sus hijas menores con los vencedores: Carolina Augusta, después de un matrimonio anulado con el príncipe heredero de Wurtemberg, se desposó en 1816 con el emperador Francisco I de Austria; Isabel se casó en 1820 con el rey Federico Guillermo IV de Prusia; María Ana y Amalia se casaron con príncipes de Sajonia y ambas llegaron a ser reinas. 
Solo la hija más joven, Luisa, no llevó corona, y se casó por razones familiares con un primo de una rama menor, el duque Maximiliano en Baviera, llegando a sufrir mucho por la diferencia de rango con sus hermanas, pero logró casar a sus hijas brillantemente. De esta manera, Sofía era también la tía (y suegra) de la emperatriz Isabel de Austria (la famosa "Sissi"), de la reina María de las Dos Sicilias, y de la duquesa de Alençon.

## Matrimonio

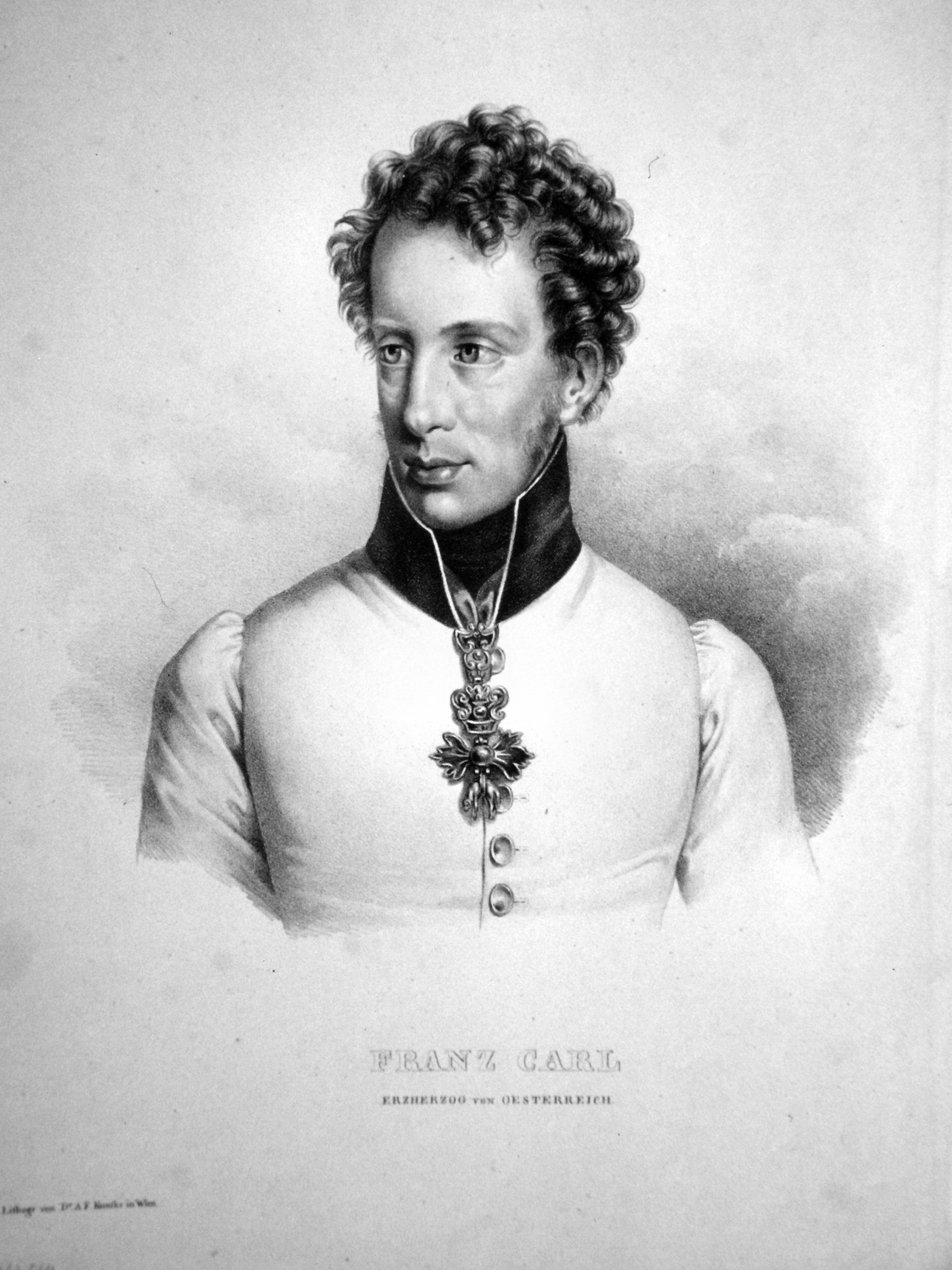
El archiduque Francisco Carlos (alrededor de 1825)

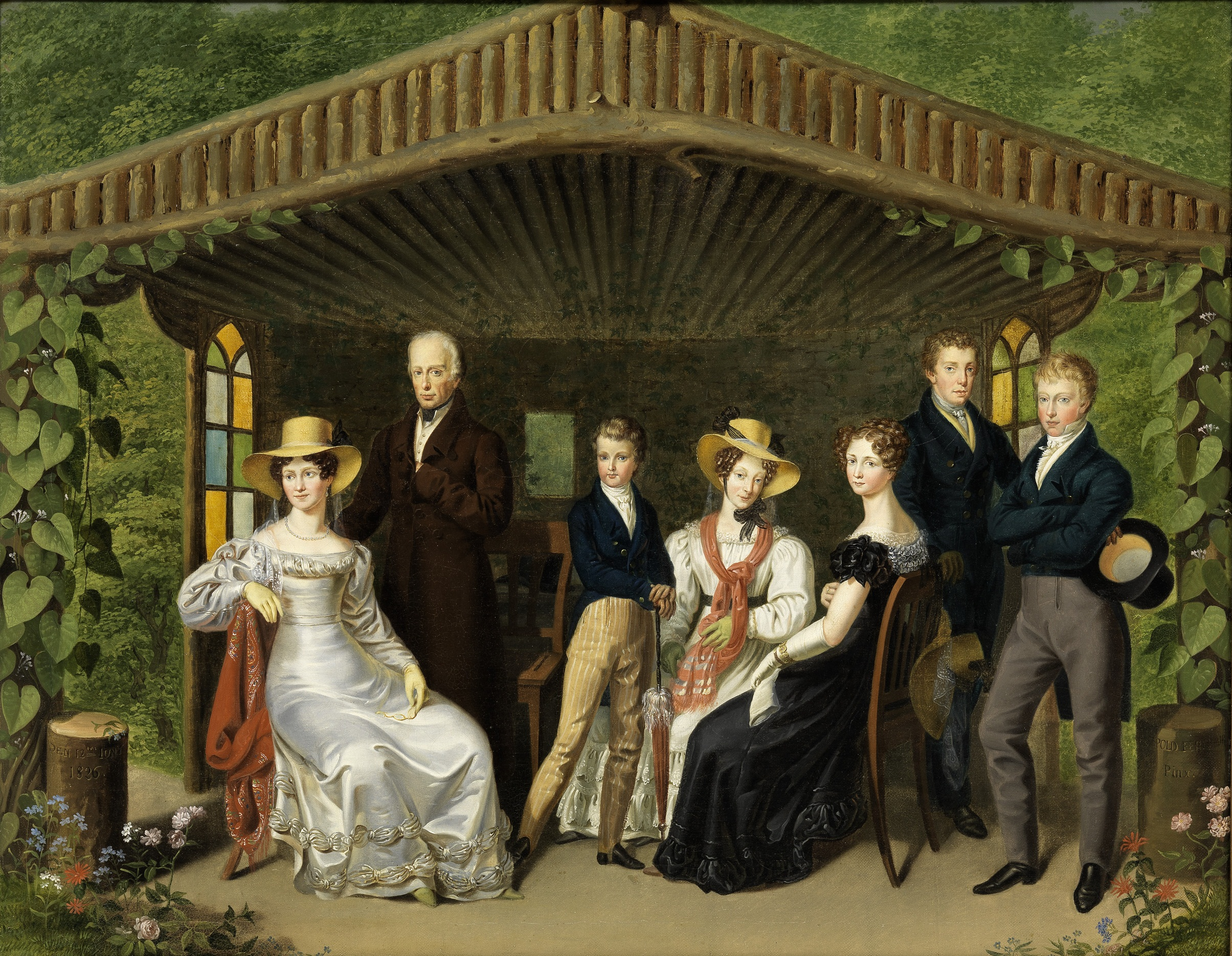
La familia imperial, de derecha a izquierda: la emperatriz, el emperador, el duque de Reichstadt, la duquesa de Parma, la archiduquesa Sofía, el kronprinz Fernando, y el archiduque Francisco Carlos.

Bella e inteligente, Sofía se casó a regañadientes el 4 de noviembre de 1824 en Viena con el archiduque Francisco Carlos de Austria, hombre débil, sin atractivo ni encanto pero cercano al trono imperial, pues su hermano, el emperador Fernando I de Austria, era visiblemente incapaz. Por otro lado, el joven archiduque, apasionado de la caza, estaba muy enamorado de su bella esposa. Al no tener gusto por el poder o la política, era un esposo y padre devoto e incluso sumiso. 
La joven fue recibida calurosamente por el emperador Francisco I, quien al mismo tiempo era su suegro y su cuñado, ya que se casó con Carolina Augusta de Baviera, media hermana de la archiduquesa.
Después de seis años de esterilidad, incluidos cuatro abortos, la pareja tuvo seis hijos:
- Francisco José I de Austria, emperador de Austria y rey de Hungría (1830-1916).
- Maximiliano I de México, emperador de México (1832-1867).
- Carlos Luis de Austria (1833-1896).
- María Ana de Austria (1835-1840), solo tenía cuatro años: como su tío, el emperador Fernando I, sufrió ataques epilépticos y murió a causa de ellos.
- Un niño nacido muerto (1840).
- Luis Víctor de Austria (1842-1919).

La archiduquesa fue una madre cariñosa y afectuosa, particularmente atenta a la educación que se le impartía a sus hijos. La muerte de su hija la dejó inconsolable.

## En el centro de los rumores

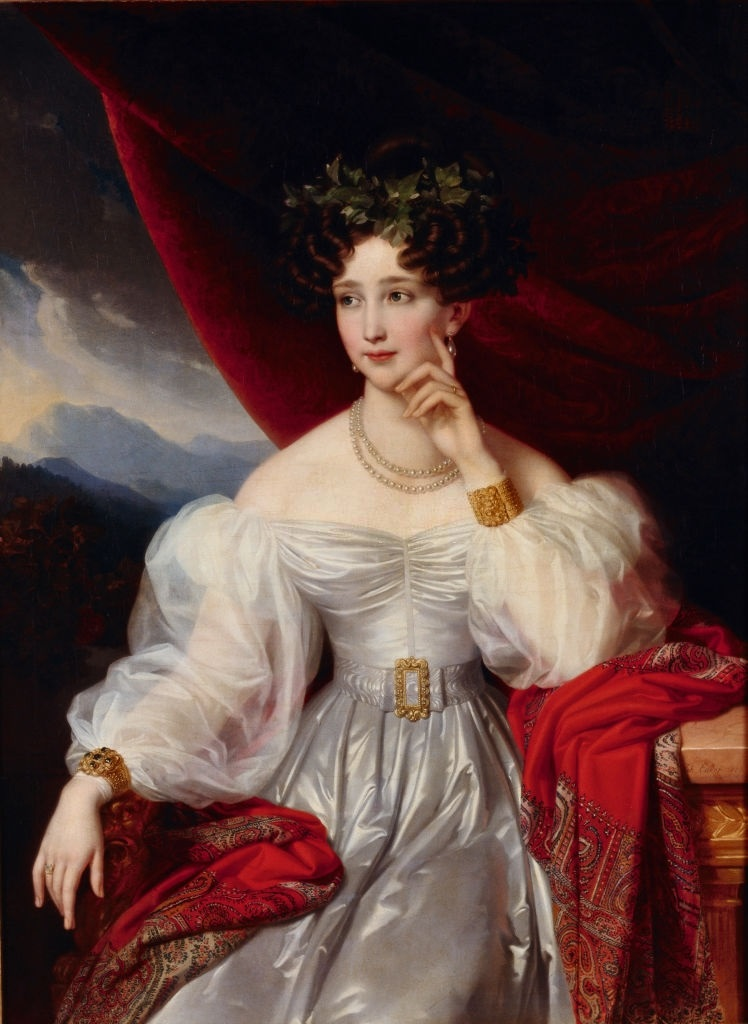
La archiduquesa Sofía de Austria.

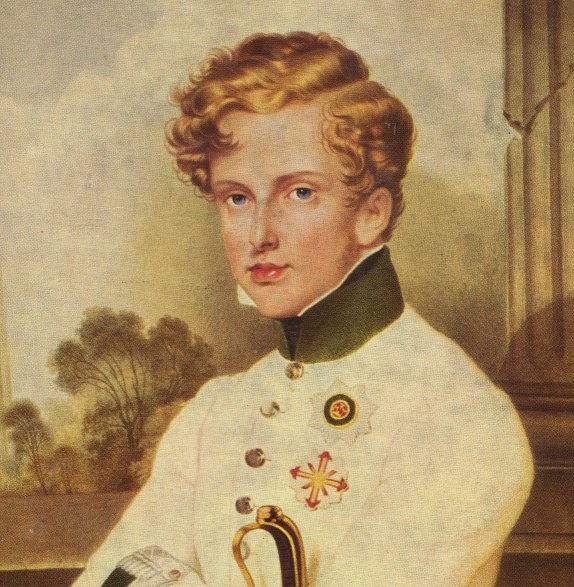
El duque de Reichstadt.

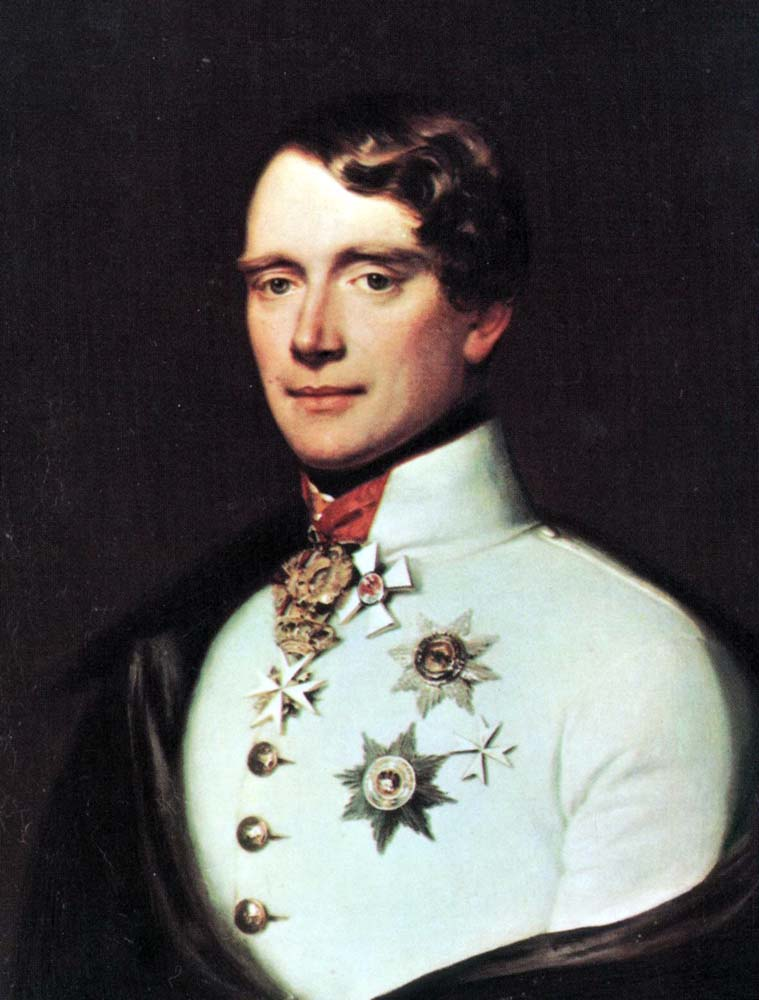
El príncipe de Vasa.

Los rumores de la época decían que el príncipe de Vasa era el auténtico padre del futuro emperador, el archiduque Francisco José. También la rumorología otorgaba la paternidad de su segundo hijo, el archiduque Maximiliano, a Napoleón II, duque de Reichstadt, que era seis años más joven y vivía en la corte austriaca de su abuelo. Muchos rumores establecían la posibilidad de un amorío entre ambos, pues durante los primeros años de su matrimonio, Sofía estuvo muy unida a él. Según se dice, ella fue el gran amor de "El Aguilucho" (l'Aiglon), y lo ayudó en sus últimos días. Miembro de la Casa de Austria por pleno derecho, su madre era la archiduquesa María Luisa de Austria, por entonces duquesa de Parma. Su abuelo, el emperador Francisco, siempre lo trató con mucho cariño. El duque de Reichstadt podría haber despertado en Sofía sentimientos que iban del amor romántico al maternal. Pero nada permite afirmar que fueran amantes, aunque el emperador Napoleón III así lo creía, y antes de partir hacia México, el archiduque Maximiliano afirmó ser el nieto ilegítimo de Napoleón I.

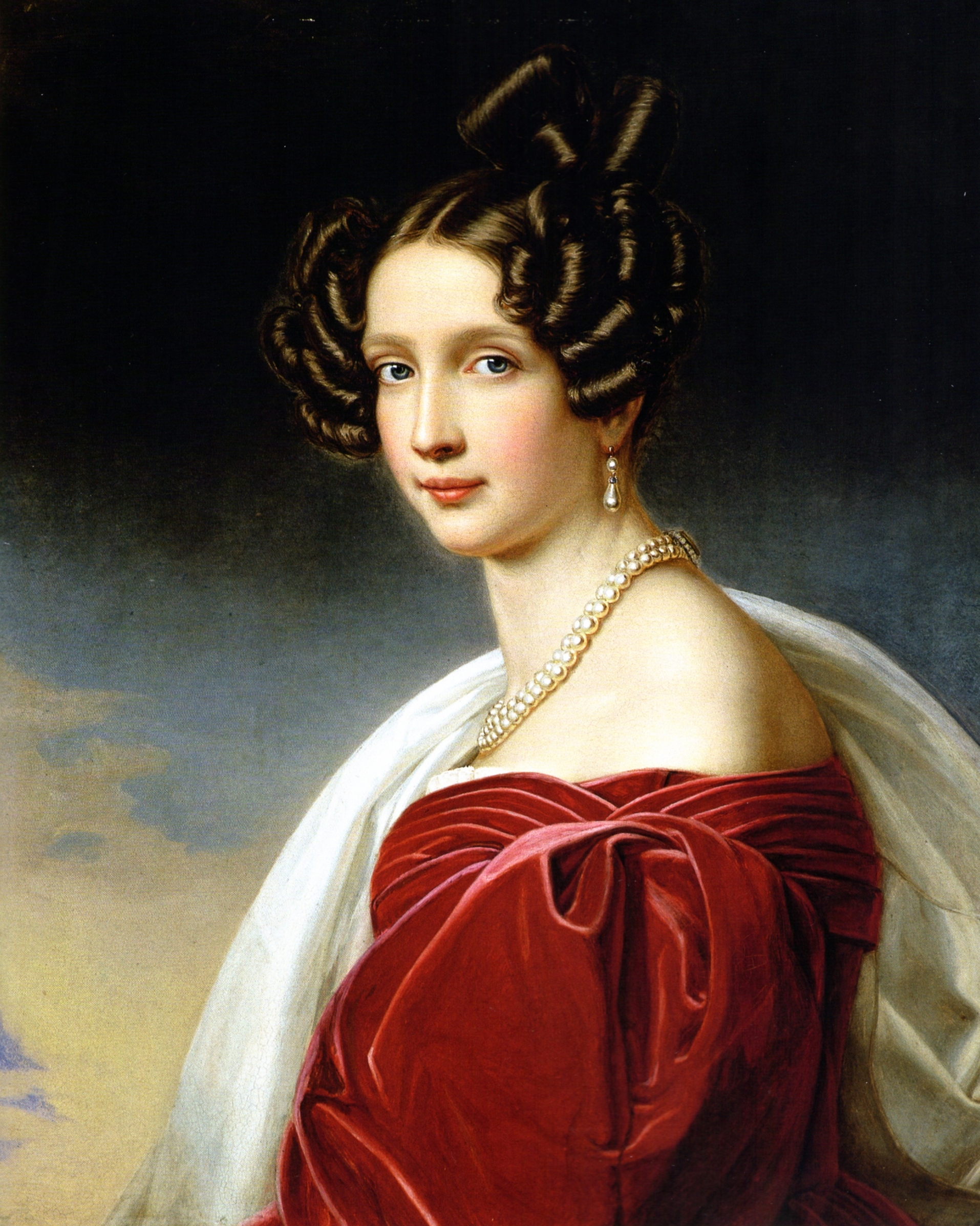
Retrato realizado en 1832 por Joseph Karl Stieler para la Galería de bellezas.

Asimismo, la archiduquesa simpatizaba con el príncipe de Vasa, su primo, hijo del depuesto rey Gustavo IV Adolfo de Suecia. Seis años mayor que ella, el príncipe era un oficial del ejército imperial. Tenía una gran presencia y mucho atractivo, superando con creces al archiduque Francisco Carlos. Tampoco hay nada que confirme el chisme que circulaba sobre la relación adúltera de la archiduquesa y el príncipe. Sin embargo, Sofía era demasiado consciente de su rango, y sus ambiciones para su esposo e hijo siempre fueron demasiado poderosas y su sentido político demasiado desarrollado para correr el riesgo de una desgracia. Por otro lado, la princesa Amalia de Suecia, hermana del príncipe de Vasa, fue aprobada como dama de compañía de la archiduquesa. Las dos mujeres tejieron unos lazos de amistad que duraron hasta la muerte de la princesa en 1853.
La familia del padre de Sofía le debía mucho al exemperador de los franceses: el rey Maximiliano I, padre de la archiduquesa, debía su título real a Napoleón y su hermana mayor, la duquesa Augusta de Baviera, se había casado con el príncipe Eugenio de Beauharnais, creado duque de Leuchtenberg. Sofía nunca ocultó su admiración por Napoleón o su afecto por su cuñado Beauharnais. Por otro lado, concebía a Francia como la madre de las ideas revolucionarias y no ocultaba su desprecio por los diversos regímenes que sucedieron a la Restauración borbónica.
La Casa de Wittelsbach también destacó por su excentricidad y su gusto por las artes. El rey Luis I, el hermano mayor de la archiduquesa, fundó la Pinacoteca de Múnich y se hizo famoso por su Galería de Bellezas donde colocó el retrato de su hermana en una situación estratégica. Su pasión por la bailarina Lola Montez lo obligó a abdicar en 1848. Su filohelenismo fue la causa de que el trono de Grecia fuera concedido a su hijo, Otón, en 1831. El cuñado de la archiduquesa, el duque Max en Baviera, subió a la pirámide de Keops y tocó la cítara en la cumbre.

## Archiduquesa de Austria

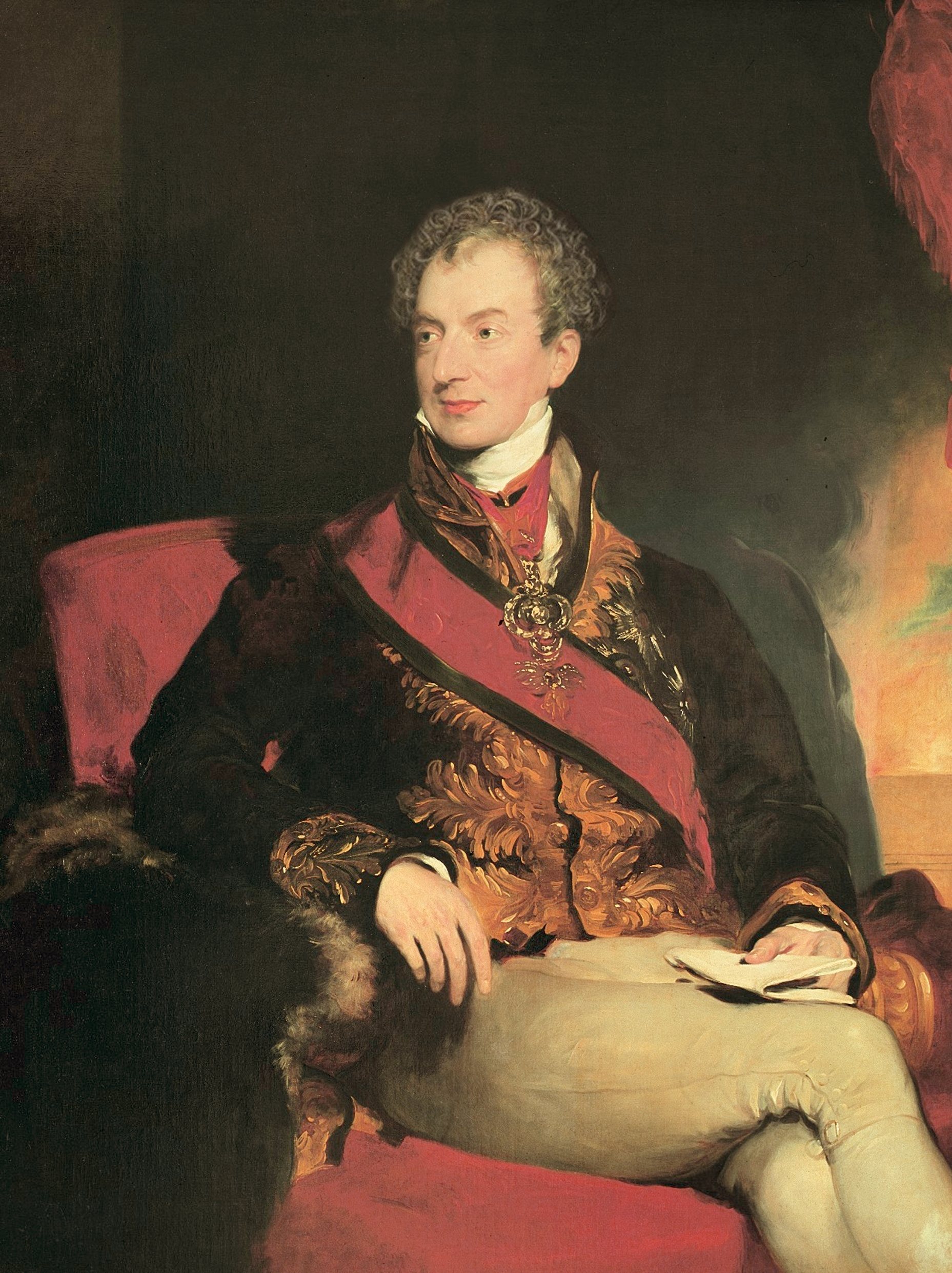
El canciller Metternich.

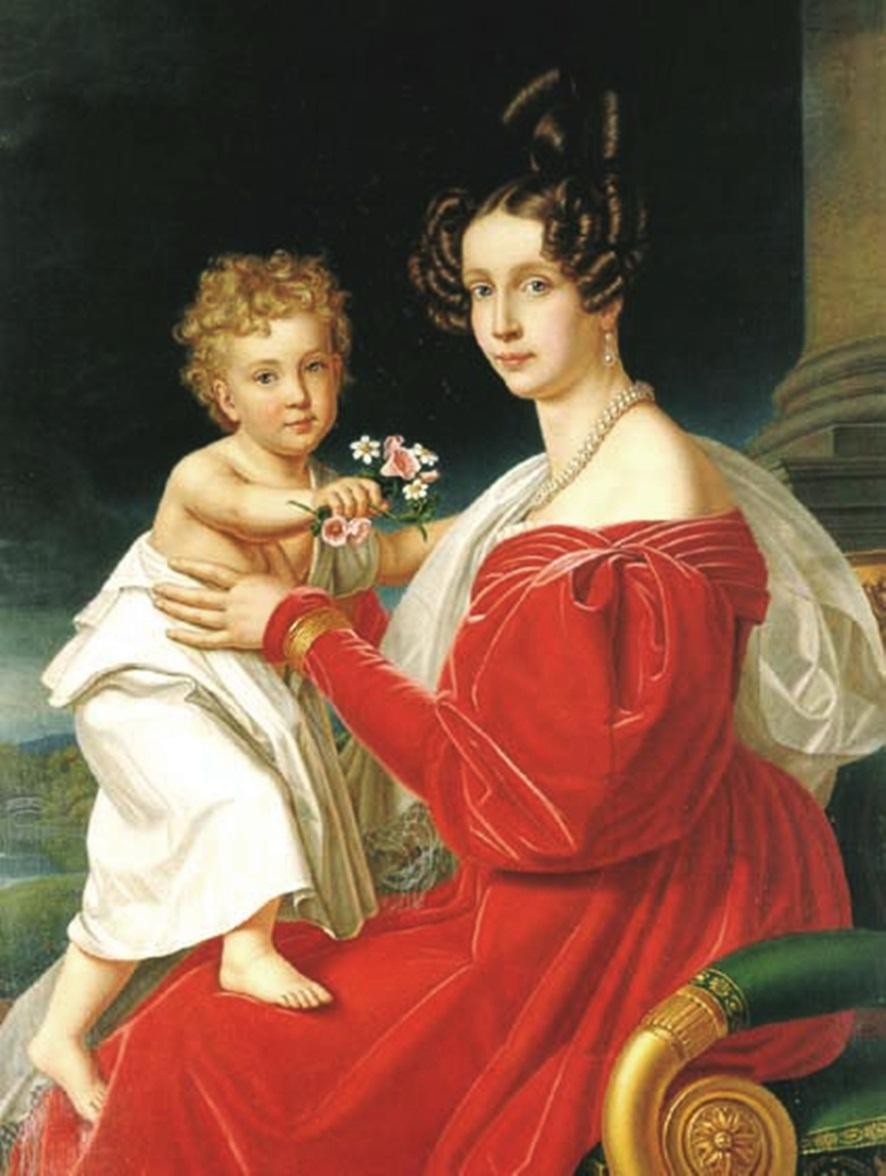
La archiduquesa (en vestido Biedermeier) con su hijo Francisco José.

Tan pronto como llegó a la corte de Viena, Sofía ocupó una posición predominante en ella. Su media hermana (y suegra), Carolina Augusta le permitió desempeñar el papel de primera dama, consciente de que se adaptaba perfectamente a su personalidad. El emperador Francisco I la consideraba como una hija y le demostró mucho cariño. A la muerte del emperador en 1835, la emperatriz Carolina se retiró a Salzburgo y la nueva emperatriz, María Ana de Saboya, que no hablaba alemán, no le discutió este papel.
Sin embargo, encontró frente a ella al Canciller del Imperio, el príncipe de Metternich que gobernaba desde 1810 y desconfiaba de esta joven archiduquesa ambiciosa y de una fuerte personalidad, que podría llegar a hacerle sombra.
Enfrentado a las limitaciones de su heredero, el archiduque Fernando, hombre de carácter gentil y amable, pero que padecía debilidad mental, el emperador se planteó pasar la corona a su otro hijo, el archiduque Francisco Carlos. De esta manera, este sería emperador de Austria y Sofía, emperatriz. Pero Metternich evocó el principio dinástico para oponerse a esta sustitución. El canciller vio más la institución que al hombre y también temía la poderosa influencia de Sofía. Además después del nacimiento del archiduque Francisco José, el canciller incitó al emperador a preservar los derechos del archiduque Fernando y concretar un matrimonio para el cuando ya se acercaba a la cuarentena, y tener descendencia. Con Fernando, un emperador débil, casado con una mujer sin interés por los asuntos políticos, Metternich pudo dirigir la política austríaca durante los trece años posteriores a la muerte del emperador Francisco I. Este período de la historia se llama Vormärz.
Decepcionada en sus ambiciones, la archiduquesa puso sus esperanzas en su hijo, que iba a suceder a su tío. Reconociendo el valor del canciller, se acercó él para buscar apoyo en la educación de su hijo, Francisco José, en quien ya se veía al futuro emperador.
Aunque su hermano Luis I era rey de Baviera y entre sus hermanas había cuatro soberanas (dos fueron reinas de Sajonia, una reina de Prusia, y otra emperatriz de Austria), Sofía era la verdadera cabeza de familia. En 1841 la archiduquesa perdió a su madre, la reina viuda de Baviera, nacida Carolina de Baden, que era un apoyo y una confidente para la archiduquesa que sintió dolorosamente esta desaparición. Embarazada por undécima vez, dio a luz a un cuarto hijo, el archiduque Luis Víctor de Austria, que fue su último hijo, comenzando entonces a llevar un diario.
Durante el período Biedermeier, la archiduquesa fue una figura eminente en el mundo vienés. Su salón era bien conocido por los artistas y recibió, entre otros, a Franz Liszt y Johann Strauss, quienes le dedicaron un vals. Uno de los salones de baile más populares de Viena llevaba el nombre de Sophiensaal. En 1827, el rosalista francés Jean-Pierre Vibert le dedica una rosa creada en 1824 por Cottin, la rosa "Princesa Sofía de Baviera".
Convirtiéndose en adalid de la tradición, se opuso con éxito a los planes de matrimonio del duque de Orleans, heredero de Luis Felipe I de Francia, el "rey de las barricadas", y nieto de un príncipe regicida con la archiduquesa María Teresa, hija del archiduque Carlos de Teschen (quien en 1837 se casaría con Fernando II de las Dos Sicilias).
Sofía también supo cómo crear a su alrededor un cálido círculo familiar en una corte excesivamente ligada al rígido protocolo imperial. 

## LaRevolución de 1848
La revolución de 1848 obligó a Metternich a abandonar el poder y tuvo que exiliarse el 13 de marzo de 1848. Hungría se levantó y el rey Carlos Alberto de Cerdeña, aprovechando las dificultades del imperio, declaró la guerra a Austria, dando comienzo la Primera guerra de la Independencia italiana. La familia imperial huyó a Innsbruck y luego a Praga, y después tuvo lugar el asesinato del ministro de guerra Theodor Baillet von Latour, en Olmütz.
Sofía era consciente de que la monarquía debía ser renovada y sólo un joven soberano podría hacer frente a los problemas causados por las revoluciones nacionales. Con la complicidad de su hermana, la emperatriz viuda Carolina Augusta, y su cuñada, la emperatriz María Ana, lograron que el archiduque Francisco Carlos, de carácter demasiado débil para asumir la delicada situación, renunciara a sus derechos a la corona, y que su cuñado, Fernando I, abdicara a favor de Francisco José. Esto fue conocido como "Complot de las Damas".

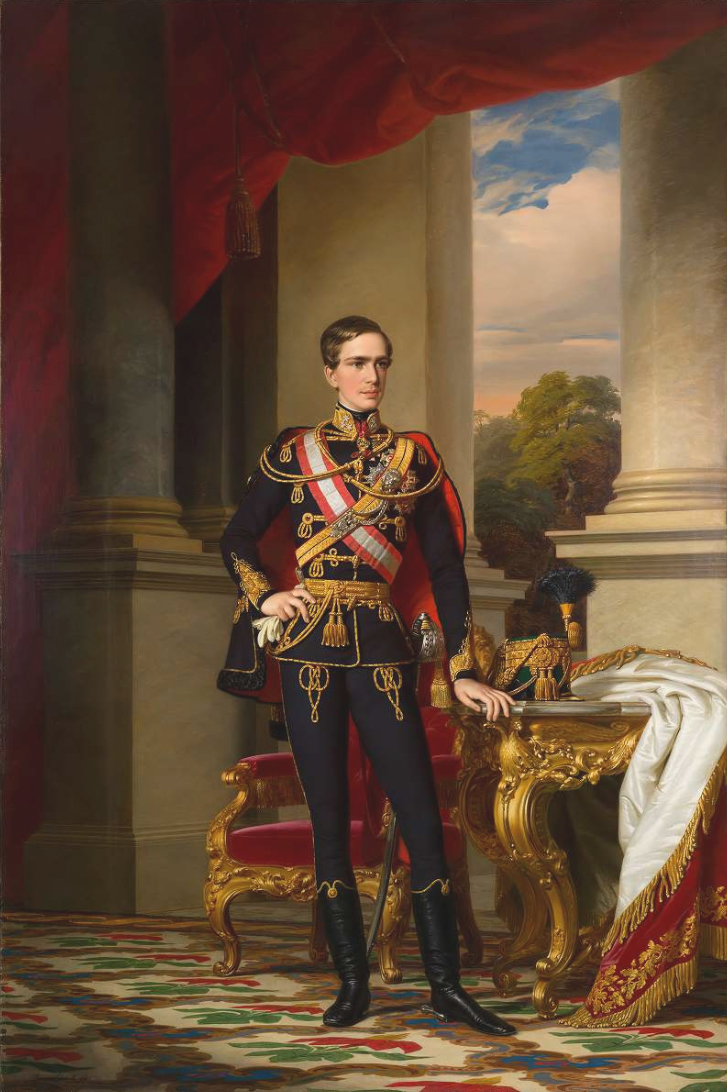
Francisco José I en 1853

La archiduquesa apoyó las fuerzas conservadoras y la represión dirigida por el general conde von Grünne, los príncipes Félix de Schwarzenberg y Alfredo de Windisch-Graetz.

## Influencia sobre Francisco José
En sus primeros años del reinado de Francisco José, Sofía fue un gran apoyo para el emperador, demasiado joven e inexperto y convirtiéndose en uno de sus asesores más importantes. Sofía, con el apoyo de los ultramontanos, estableció una política neo absolutista y autoritaria con el apoyo del ejército y el clero católico. El Concordato de 1855 puso fin a la política josefista austriaca y reforzó el control de la Iglesia Católica sobre la sociedad. Sin embargo, esta política chocó con la resistencia de las nacionalidades que socavaban el imperio y los fracasos en la política exterior. El emperador se vio obligado a adherirse al parlamentarismo y a reconocer la amplia autonomía de Hungría. Lamentando la evolución de la política austriaca, plagada por los fracasos, la archiduquesa no se apartó del poder hasta su muerte.

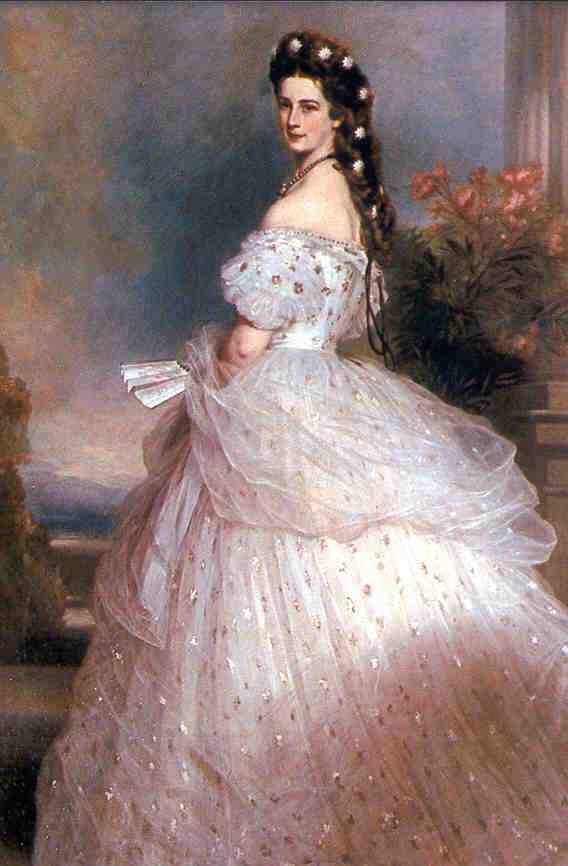
«Sissi» en 1865

Parece que Francisco José se enamoró de la archiduquesa Isabel Francisca de Austria, pero encontró la firme oposición de su madre. Sofía no consideraba que Isabel fuera una buena opción, ya que procedía de la rama húngara de los Habsburgo, considerada demasiado liberal, e incluso un hermano suyo, el archiduque Esteban, apoyó a los revolucionarios húngaros en 1848 y acabó su vida en el exilio. Finalmente su presión hizo que el interés del emperador terminara por debilitarse. Poco después se intentó proyectar un matrimonio con la bella princesa Ana de Prusia, pero los Hohenzollern rechazaron el proyecto, pues no querían una alianza con los Habsburgo. Finalmente, la archiduquesa recurrió a su Baviera natal, el segundo poder católico de la Confederación Germánica después de Austria. Sofía quiso casar al emperador con su sobrina, la princesa Elena de Baviera, hija de su hermana Ludovica. Sin embargo, Francisco José, mostrando por primera vez su independencia, no se casó con la candidata designada, sino con la hermana de ella, la princesa Isabel de Baviera.

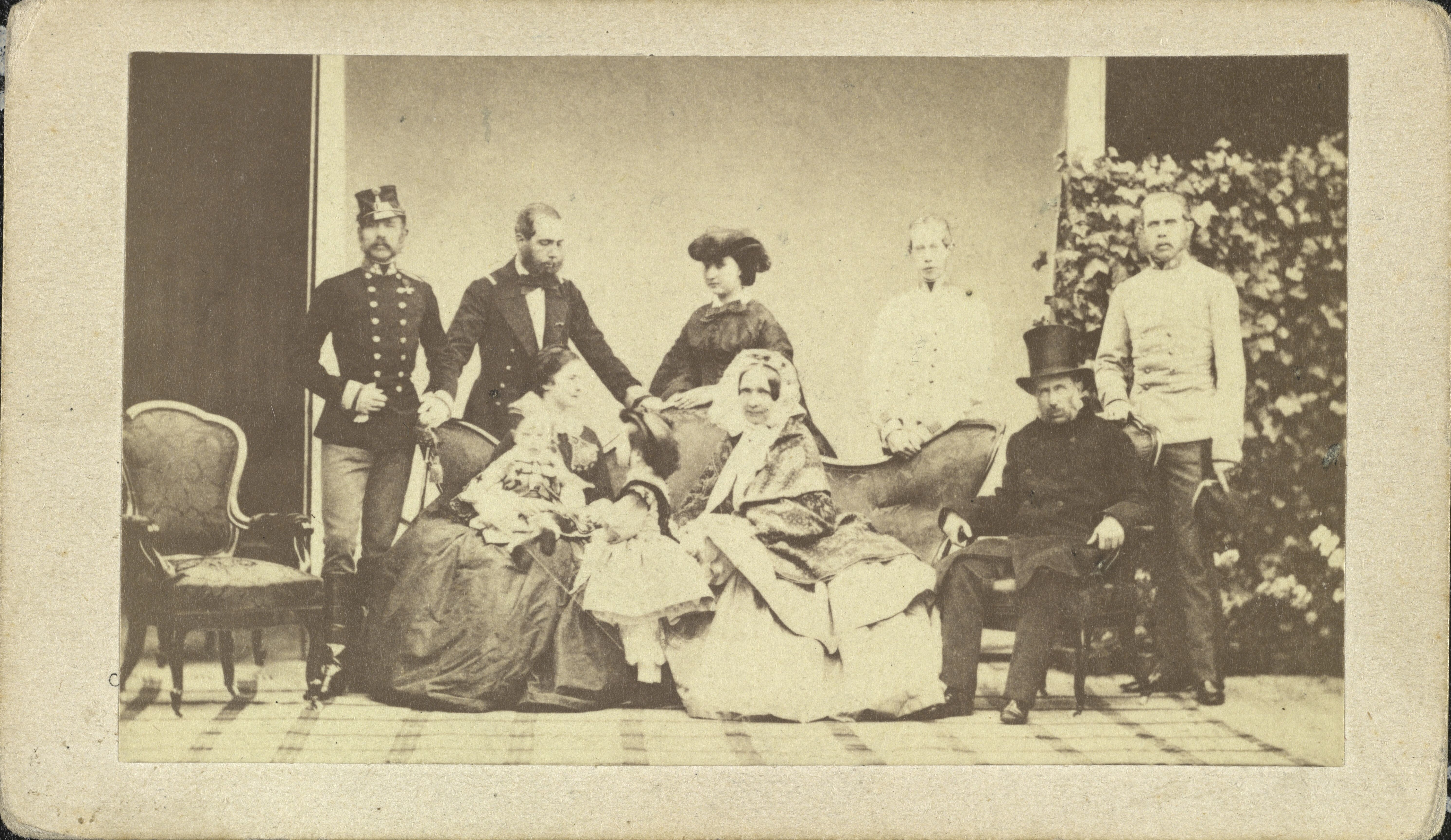
La familia imperial (1861)

Sus otros hijos también se casaron según su propia elección. Primero, Carlos Luis se casó en 1856 con su prima hermana, la princesa Margarita de Sajonia, que murió prematuramente. Luego con la princesa María Annunziata de las Dos Sicilias, una prima siciliana en el exilio que murió después de darle cuatro hijos. Y por tercera vez, con María Teresa de Braganza, hija del ex rey de Portugal, Miguel I de Portugal.
Fernando Maximiliano se casó muy diplomáticamente, con una princesa ni alemana ni húngara, ni eslava ni italiana: Carlota, la ambiciosa hija del ambicioso rey de los belgas, Leopoldo I.

## Últimos años y muerte
Los años siguientes consagraron el fracaso político de la archiduquesa y de su legado y aspiraciones. La derrota austríaca contra Cerdeña, aliada de la Francia de Napoleón III, permitió la creación del Reino de Italia en 1861; la derrota de 1866 contra Prusia, excluyó a Austria de la esfera germánica; y la guerra franco-prusiana de 1870/1871, consagró la unificación de Alemania bajo los auspicios de Prusia. En política interior tuvieron lugar el Diploma de octubre de 1860 que acabó con el neo absolutismo, el Compromiso austrohúngaro de 1867, y la revisión del concordato bajo el impulso de la mayoría liberal de la dieta. 

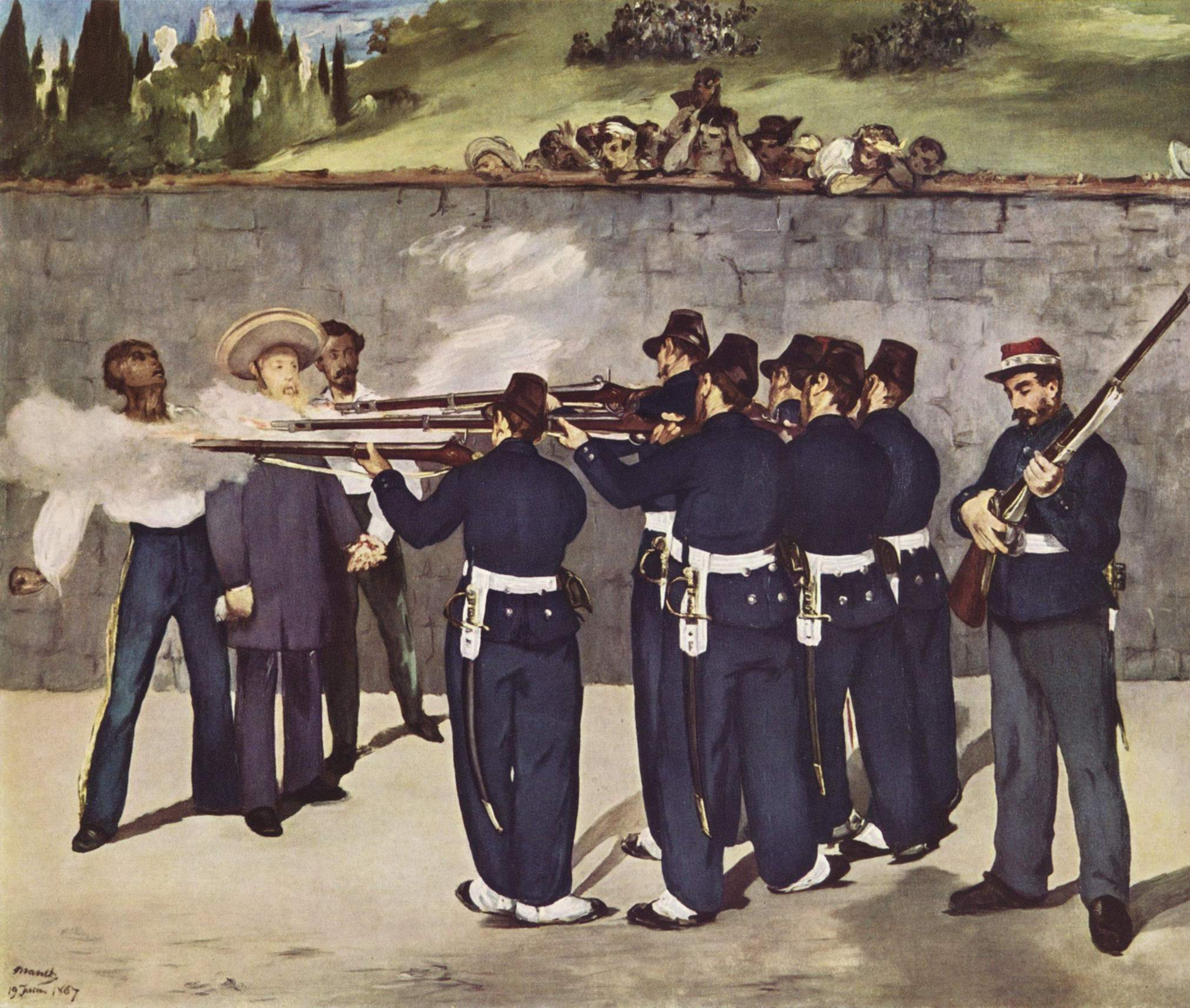
La ejecución del Emperador Maximiliano (Edouard Manet)

En 1867, su hijo Maximiliano, el emperador de México, fue fusilado en Querétaro tras un cuestionable juicio, lo que ahondó aún más en su tristeza a Sofía. Viajó a Possenhofen con su hermana Luisa, pero tuvo que enfrentarse a una familia afligida: Elena, que era viuda depresiva por la muerte prematura de su esposo, y el duque Carlos Teodoro que también había perdido a su esposa, de 22 años, dejando una hija, Amalia María.
Sin una queja o una crítica, la archiduquesa se retiró gradualmente del mundo. No asistió a la coronación de su hijo y su nuera en Budapest. Nunca perdonó a Napoleón III por haber arrastrado a su hijo a la aventura mexicana, y luego por haberlo abandonado, y se negó a encontrarse con él durante la visita de condolencia que hizo a Viena algún tiempo después. Sin embargo, saludó la valentía de las tropas bávaras durante la guerra franco-prusiana, pero lamentó la deriva de su país natal hacia la órbita prusiana. También quedó muy afectada por la muerte prematura de su nuera, la archiduquesa Maria Annunziata, que dejó viudo de nuevo al archiduque Carlos Luis a la edad de 38 años y con cuatro hijos pequeños. Dedicada a su vida familiar y volcada en sus nietos, la archiduquesa Gisela y el príncipe heredero de Austria Rodolfo, así como los hijos de la difunta Maria Annunziata: el archiduque Francisco Fernando, de quien detecta un carácter nervioso, Otón, Fernando Carlos, y Margarita.
En 1872 asistió al compromiso de su nieta, la archiduquesa Gisela, de apenas 15 años, con el príncipe Leopoldo de Baviera. Si bien respetaba las convenciones sociales, esta unión era un matrimonio por amor al que la emperatriz Isabel había contribuido en gran medida. Una vez más, Habsburgo-Lorena y Wittelsbach se aliaban, pero regocijándose de la felicidad de los amantes, la archiduquesa, fiel a sí misma, concluyó: "políticamente, este matrimonio no tiene valor".
La archiduquesa murió de neumonía el 28 de mayo de 1872 a la edad de 67 años. La emperatriz, su nuera, la veló hasta el final.

## Sofía de Baviera en la ficción

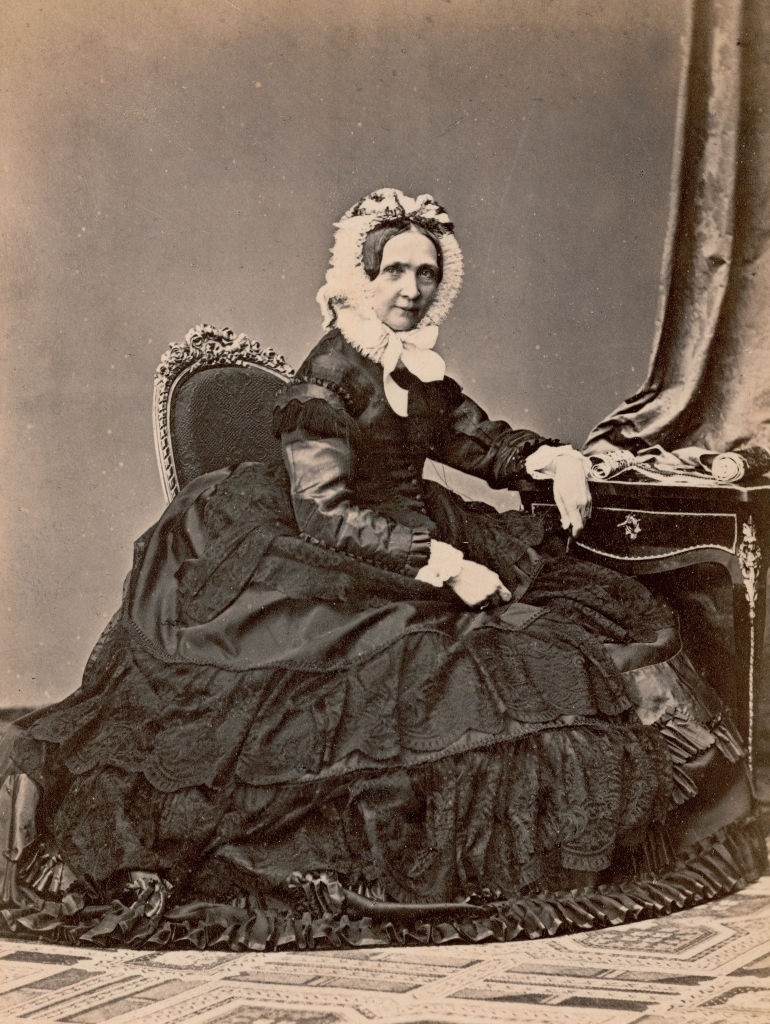
La archiduquesa Sofía en 1866

El cine, especialmente en la obra de Ernst Marischka, ha dejado a la archiduquesa Sofía (interpretada por Vilma Degischer) la imagen de una mujer política con un carácter firme y autoritario. Los diplomáticos dijeron que ella era "el único hombre de la familia imperial". Este fuerte personaje pronto se encontró con la personalidad independiente de su joven nuera, la  emperatriz Isabel.
Sin embargo, la archiduquesa Sofía no era la mujer malvada que se presenta a veces: su principal preocupación era la grandeza de Austria y de la Casa de Habsburgo, lo que explica por qué no dudó en inspirar a su hijo una política reaccionaria, autoritaria, centralizadora y clerical.
La revolución de 1848, que sacudió fuertemente el principio monárquico, la asustó pero no hizo que perdiera la calma. Al darse cuenta de que se había producido un nuevo período, prefirió renunciar al trono colocando a su hijo en el trono, aunque fuera apenas un adolescente: "Adiós a mi juventud", dijo el emperador de 18 años.
Si renunció al trono, la archiduquesa no renunció al poder. Poco después se encargó de buscar a su hijo, el emperador Francisco José, una unión capaz de fortalecer la monarquía del Danubio. Eligió a la princesa Elena en Baviera, de diecinueve años, bonita, inteligente, piadosa y culta. A los dos jóvenes solo se les fue consultado cuando ya todo estaba planeado. Pero la archiduquesa tuvo que ceder ante la voluntad de su hijo, decidido a elegir a su propia esposa. Como siempre, se adaptó, dispuesta a amar a su nuera. Sin embargo, fue muy exigente con esta adolescente a la que no le gustaba el protocolo austríaco. Como una mujer de Estado, no podía entender que la emperatriz hiciera pasar sus propios sentimientos antes de los deberes de su corona. La versión que se hizo de Sofía en las películas de Sissi como la "suegra mala" de Isabel no puede sostenerse. Sofía abogó por que Isabel se preocupara por sus hijos y expresó en su correspondencia con otros miembros de la familia que no tenía malas palabras sobre la joven emperatriz.
En el umbral de la vejez, las derrotas militares de 1859 a 1866, el diploma de octubre de 1860 que puso fin al absolutismo, la revisión del concordato menos favorable para el clero y la formación de Austria-Hungría firmó el fracaso de su visión política. El desastre mexicano que fue fatal para su hijo favorito la destrozó. La unificación de Alemania bajo los auspicios de Prusia a la que Baviera tuvo que prestar su ayuda también fue una humillación y una pena.

## Títulos y tratamientos
Esta tabla aún no está actualizada. Puedes contribuir aportando información sobre títulos y tratamientos de esta persona.

## Distinciones honoríficas
- 3 de mayo de 1825: Dama de primera clase de la Orden de la Cruz Estrellada[1][2] (Imperio austrohúngaro).

## Ancestros
| \| \| \| \| \| \| \| \| \| \| \| \| \| \| \| \| \| \| \| \| 16. Cristian II, conde palatino de Zweibrücken-Birkenfeld \| \| \| \| \| \| \| \| \| \| \| \| \| \| \| \| \| \| \| \| \| \| \| \| \| \| \| \| \| \| \| \| \| \| \| \| \| \| \| \| \| \| \| \| \| \| \| \| \| \| \| \| \| \| 8. Cristian III, conde palatino de Zweibrücken-Birkenfeld (= 30) \| \| \| \| \| \| \| \| \| \| \| \| \| \| \| \| \| \| \| \| \| \| \| \| \| \| \| \| \| \| \| \| \| \| \| \| \| \| \| \| \| \| \| \| \| \| \| \| \| \| \| \| \| \| 17. Condesa Catalina Agata de Rappoltstein \| \| \| \| \| \| \| \| \| \| \| \| \| \| \| \| \| \| \| \| \| \| \| \| \| \| \| \| \| \| \| \| \| \| \| \| \| \| \| \| \| \| \| \| \| \| \| \| \| \| \| \| \| \| 4. Federico Miguel, conde palatino de Zweibrücken-Birkenfeld de Zweibrücken \| \| \| \| \| \| \| \| \| \| \| \| \| \| \| \| \| \| \| \| \| \| \| \| \| \| \| \| \| \| \| \| \| \| \| \| \| \| \| \| \| \| \| \| \| \| \| \| \| \| \| \| \| \| 18. Luis Crato, conde de Nassau-Saarbrücken \| \| \| \| \| \| \| \| \| \| \| \| \| \| \| \| \| \| \| \| \| \| \| \| \| \| \| \| \| \| \| \| \| \| \| \| \| \| \| \| \| \| \| \| \| \| \| \| \| \| \| \| \| \| 9. Condesa Carolina de Nassau-Saarbrücken (= 31) \| \| \| \| \| \| \| \| \| \| \| \| \| \| \| \| \| \| \| \| \| \| \| \| \| \| \| \| \| \| \| \| \| \| \| \| \| \| \| \| \| \| \| \| \| \| \| \| \| \| \| \| \| \| 19. Condesa Filipa Enriqueta de Hohenlohe-Langenburg \| \| \| \| \| \| \| \| \| \| \| \| \| \| \| \| \| \| \| \| \| \| \| \| \| \| \| \| \| \| \| \| \| \| \| \| \| \| \| \| \| \| \| \| \| \| \| \| \| \| \| \| \| \| 2. Maximiliano I, rey de Baviera \| \| \| \| \| \| \| \| \| \| \| \| \| \| \| \| \| \| \| \| \| \| \| \| \| \| \| \| \| \| \| \| \| \| \| \| \| \| \| \| \| \| \| \| \| \| \| \| \| \| \| \| \| \| 20. Teodoro Eustaquio, conde palatino de Sulzbach \| \| \| \| \| \| \| \| \| \| \| \| \| \| \| \| \| \| \| \| \| \| \| \| \| \| \| \| \| \| \| \| \| \| \| \| \| \| \| \| \| \| \| \| \| \| \| \| \| \| \| \| \| \| 10. José Carlos, conde palatino heredero de Sulzbach \| \| \| \| \| \| \| \| \| \| \| \| \| \| \| \| \| \| \| \| \| \| \| \| \| \| \| \| \| \| \| \| \| \| \| \| \| \| \| \| \| \| \| \| \| \| \| \| \| \| \| \| \| \| 21. Landgravina María Eleonora de Hesse-Rheinfels \| \| \| \| \| \| \| \| \| \| \| \| \| \| \| \| \| \| \| \| \| \| \| \| \| \| \| \| \| \| \| \| \| \| \| \| \| \| \| \| \| \| \| \| \| \| \| \| \| \| \| \| \| \| 5. Condesa Palatina María Francisca de Sulzbach \| \| \| \| \| \| \| \| \| \| \| \| \| \| \| \| \| \| \| \| \| \| \| \| \| \| \| \| \| \| \| \| \| \| \| \| \| \| \| \| \| \| \| \| \| \| \| \| \| \| \| \| \| \| 22. Carlos III Felipe, conde palatino y elector de Palatinado-Neoburgo \| \| \| \| \| \| \| \| \| \| \| \| \| \| \| \| \| \| \| \| \| \| \| \| \| \| \| \| \| \| \| \| \| \| \| \| \| \| \| \| \| \| \| \| \| \| \| \| \| \| \| \| \| \| 11. Condesa palatina Isabel Augusta Sofía de Neuburgo \| \| \| \| \| \| \| \| \| \| \| \| \| \| \| \| \| \| \| \| \| \| \| \| \| \| \| \| \| \| \| \| \| \| \| \| \| \| \| \| \| \| \| \| \| \| \| \| \| \| \| \| \| \| 23. Princesa Luisa Carolina Radziwiłł \| \| \| \| \| \| \| \| \| \| \| \| \| \| \| \| \| \| \| \| \| \| \| \| \| \| \| \| \| \| \| \| \| \| \| \| \| \| \| \| \| \| \| \| \| \| \| \| \| \| \| \| \| \| 1. Princesa Sofía de Baviera \| \| \| \| \| \| \| \| \| \| \| \| \| \| \| \| \| \| \| \| \| \| \| \| \| \| \| \| \| \| \| \| \| \| \| \| \| \| \| \| \| \| \| \| \| \| \| \| \| \| \| \| \| \| 24. Federico, príncipe heredero de Baden-Durlach \| \| \| \| \| \| \| \| \| \| \| \| \| \| \| \| \| \| \| \| \| \| \| \| \| \| \| \| \| \| \| \| \| \| \| \| \| \| \| \| \| \| \| \| \| \| \| \| \| \| \| \| \| \| 12. Carlos Federico, gran duque de Baden \| \| \| \| \| \| \| \| \| \| \| \| \| \| \| \| \| \| \| \| \| \| \| \| \| \| \| \| \| \| \| \| \| \| \| \| \| \| \| \| \| \| \| \| \| \| \| \| \| \| \| \| \| \| 25. Princesa Amalia de Nassau-Dietz \| \| \| \| \| \| \| \| \| \| \| \| \| \| \| \| \| \| \| \| \| \| \| \| \| \| \| \| \| \| \| \| \| \| \| \| \| \| \| \| \| \| \| \| \| \| \| \| \| \| \| \| \| \| 6. Carlos Luis, príncipe heredero de Baden \| \| \| \| \| \| \| \| \| \| \| \| \| \| \| \| \| \| \| \| \| \| \| \| \| \| \| \| \| \| \| \| \| \| \| \| \| \| \| \| \| \| \| \| \| \| \| \| \| \| \| \| \| \| 26. Luis VIII, landgrave de Hesse-Darmstadt (= 28) \| \| \| \| \| \| \| \| \| \| \| \| \| \| \| \| \| \| \| \| \| \| \| \| \| \| \| \| \| \| \| \| \| \| \| \| \| \| \| \| \| \| \| \| \| \| \| \| \| \| \| \| \| \| 13. Landgravina Carolina Luisa de Hesse-Darmstadt \| \| \| \| \| \| \| \| \| \| \| \| \| \| \| \| \| \| \| \| \| \| \| \| \| \| \| \| \| \| \| \| \| \| \| \| \| \| \| \| \| \| \| \| \| \| \| \| \| \| \| \| \| \| 27. Condesa Carlota de Hanau-Lichtenberg y Müntzenberg (= 29) \| \| \| \| \| \| \| \| \| \| \| \| \| \| \| \| \| \| \| \| \| \| \| \| \| \| \| \| \| \| \| \| \| \| \| \| \| \| \| \| \| \| \| \| \| \| \| \| \| \| \| \| \| \| 3. Princesa Carolina de Baden \| \| \| \| \| \| \| \| \| \| \| \| \| \| \| \| \| \| \| \| \| \| \| \| \| \| \| \| \| \| \| \| \| \| \| \| \| \| \| \| \| \| \| \| \| \| \| \| \| \| \| \| \| \| 28. Luis VIII, landgrave de Hesse-Darmstadt (= 26) \| \| \| \| \| \| \| \| \| \| \| \| \| \| \| \| \| \| \| \| \| \| \| \| \| \| \| \| \| \| \| \| \| \| \| \| \| \| \| \| \| \| \| \| \| \| \| \| \| \| \| \| \| \| 14. Luis IX, landgrave de Hesse-Darmstadt \| \| \| \| \| \| \| \| \| \| \| \| \| \| \| \| \| \| \| \| \| \| \| \| \| \| \| \| \| \| \| \| \| \| \| \| \| \| \| \| \| \| \| \| \| \| \| \| \| \| \| \| \| \| 29. Condesa Carlota de Hanau-Lichtenberg y Müntzenberg (= 27) \| \| \| \| \| \| \| \| \| \| \| \| \| \| \| \| \| \| \| \| \| \| \| \| \| \| \| \| \| \| \| \| \| \| \| \| \| \| \| \| \| \| \| \| \| \| \| \| \| \| \| \| \| \| 7. Landgravina Amalia de Hesse-Darmstadt \| \| \| \| \| \| \| \| \| \| \| \| \| \| \| \| \| \| \| \| \| \| \| \| \| \| \| \| \| \| \| \| \| \| \| \| \| \| \| \| \| \| \| \| \| \| \| \| \| \| \| \| \| \| 30. Cristian III, conde palatino de Zweibrücken-Birkenfeld (= 8) \| \| \| \| \| \| \| \| \| \| \| \| \| \| \| \| \| \| \| \| \| \| \| \| \| \| \| \| \| \| \| \| \| \| \| \| \| \| \| \| \| \| \| \| \| \| \| \| \| \| \| \| \| \| 15. Condesa Palatina Carolina de Zweibrücken \| \| \| \| \| \| \| \| \| \| \| \| \| \| \| \| \| \| \| \| \| \| \| \| \| \| \| \| \| \| \| \| \| \| \| \| \| \| \| \| \| \| \| \| \| \| \| \| \| \| \| \| \| \| 31. Condesa Carolina de Nassau-Saarbrücken (= 9) \| \| \| \| \| \| \| \| \| \| \| \| \| \| \| \| \| \| \| \| \| \| \| \| \| \| \| \| \| \| \| \| \| \| \| \| \| \| \| \| \| \| \| \| \| \| \| \| \| \| \| \| |                                                                             |  |  |  |  |  |  |  |  |  |  |  |  |  |  |  |
| |                                                                             |  |  |  |  |  |  |  |  |  |  |  |  |  |  |  |
| | 16. Cristian II, conde palatino de Zweibrücken-Birkenfeld                   |  |  |  |  |  |  |  |  |  |  |  |  |  |  |  |
| |                                                                             |  |  |  |  |  |  |  |  |  |  |  |  |  |  |  |
| |                                                                             |  |  |  |  |  |  |  |  |  |  |  |  |  |  |  |
| | 8. Cristian III, conde palatino de Zweibrücken-Birkenfeld (= 30)            |  |  |  |  |  |  |  |  |  |  |  |  |  |  |  |
| |                                                                             |  |  |  |  |  |  |  |  |  |  |  |  |  |  |  |
| |                                                                             |  |  |  |  |  |  |  |  |  |  |  |  |  |  |  |
| | 17. Condesa Catalina Agata de Rappoltstein                                  |  |  |  |  |  |  |  |  |  |  |  |  |  |  |  |
| |                                                                             |  |  |  |  |  |  |  |  |  |  |  |  |  |  |  |
| |                                                                             |  |  |  |  |  |  |  |  |  |  |  |  |  |  |  |
| | 4. Federico Miguel, conde palatino de Zweibrücken-Birkenfeld de Zweibrücken |  |  |  |  |  |  |  |  |  |  |  |  |  |  |  |
| |                                                                             |  |  |  |  |  |  |  |  |  |  |  |  |  |  |  |
| |                                                                             |  |  |  |  |  |  |  |  |  |  |  |  |  |  |  |
| | 18. Luis Crato, conde de Nassau-Saarbrücken                                 |  |  |  |  |  |  |  |  |  |  |  |  |  |  |  |
| |                                                                             |  |  |  |  |  |  |  |  |  |  |  |  |  |  |  |
| |                                                                             |  |  |  |  |  |  |  |  |  |  |  |  |  |  |  |
| | 9. Condesa Carolina de Nassau-Saarbrücken (= 31)                            |  |  |  |  |  |  |  |  |  |  |  |  |  |  |  |
| |                                                                             |  |  |  |  |  |  |  |  |  |  |  |  |  |  |  |
| |                                                                             |  |  |  |  |  |  |  |  |  |  |  |  |  |  |  |
| | 19. Condesa Filipa Enriqueta de Hohenlohe-Langenburg                        |  |  |  |  |  |  |  |  |  |  |  |  |  |  |  |
| |                                                                             |  |  |  |  |  |  |  |  |  |  |  |  |  |  |  |
| |                                                                             |  |  |  |  |  |  |  |  |  |  |  |  |  |  |  |
| | 2. Maximiliano I, rey de Baviera                                            |  |  |  |  |  |  |  |  |  |  |  |  |  |  |  |
| |                                                                             |  |  |  |  |  |  |  |  |  |  |  |  |  |  |  |
| |                                                                             |  |  |  |  |  |  |  |  |  |  |  |  |  |  |  |
| | 20. Teodoro Eustaquio, conde palatino de Sulzbach                           |  |  |  |  |  |  |  |  |  |  |  |  |  |  |  |
| |                                                                             |  |  |  |  |  |  |  |  |  |  |  |  |  |  |  |
| |                                                                             |  |  |  |  |  |  |  |  |  |  |  |  |  |  |  |
| | 10. José Carlos, conde palatino heredero de Sulzbach                        |  |  |  |  |  |  |  |  |  |  |  |  |  |  |  |
| |                                                                             |  |  |  |  |  |  |  |  |  |  |  |  |  |  |  |
| |                                                                             |  |  |  |  |  |  |  |  |  |  |  |  |  |  |  |
| | 21. Landgravina María Eleonora de Hesse-Rheinfels                           |  |  |  |  |  |  |  |  |  |  |  |  |  |  |  |
| |                                                                             |  |  |  |  |  |  |  |  |  |  |  |  |  |  |  |
| |                                                                             |  |  |  |  |  |  |  |  |  |  |  |  |  |  |  |
| | 5. Condesa Palatina María Francisca de Sulzbach                             |  |  |  |  |  |  |  |  |  |  |  |  |  |  |  |
| |                                                                             |  |  |  |  |  |  |  |  |  |  |  |  |  |  |  |
| |                                                                             |  |  |  |  |  |  |  |  |  |  |  |  |  |  |  |
| | 22. Carlos III Felipe, conde palatino y elector de Palatinado-Neoburgo      |  |  |  |  |  |  |  |  |  |  |  |  |  |  |  |
| |                                                                             |  |  |  |  |  |  |  |  |  |  |  |  |  |  |  |
| |                                                                             |  |  |  |  |  |  |  |  |  |  |  |  |  |  |  |
| | 11. Condesa palatina Isabel Augusta Sofía de Neuburgo                       |  |  |  |  |  |  |  |  |  |  |  |  |  |  |  |
| |                                                                             |  |  |  |  |  |  |  |  |  |  |  |  |  |  |  |
| |                                                                             |  |  |  |  |  |  |  |  |  |  |  |  |  |  |  |
| | 23. Princesa Luisa Carolina Radziwiłł                                       |  |  |  |  |  |  |  |  |  |  |  |  |  |  |  |
| |                                                                             |  |  |  |  |  |  |  |  |  |  |  |  |  |  |  |
| |                                                                             |  |  |  |  |  |  |  |  |  |  |  |  |  |  |  |
| | 1. Princesa Sofía de Baviera                                                |  |  |  |  |  |  |  |  |  |  |  |  |  |  |  |
| |                                                                             |  |  |  |  |  |  |  |  |  |  |  |  |  |  |  |
| |                                                                             |  |  |  |  |  |  |  |  |  |  |  |  |  |  |  |
| | 24. Federico, príncipe heredero de Baden-Durlach                            |  |  |  |  |  |  |  |  |  |  |  |  |  |  |  |
| |                                                                             |  |  |  |  |  |  |  |  |  |  |  |  |  |  |  |
| |                                                                             |  |  |  |  |  |  |  |  |  |  |  |  |  |  |  |
| | 12. Carlos Federico, gran duque de Baden                                    |  |  |  |  |  |  |  |  |  |  |  |  |  |  |  |
| |                                                                             |  |  |  |  |  |  |  |  |  |  |  |  |  |  |  |
| |                                                                             |  |  |  |  |  |  |  |  |  |  |  |  |  |  |  |
| | 25. Princesa Amalia de Nassau-Dietz                                         |  |  |  |  |  |  |  |  |  |  |  |  |  |  |  |
| |                                                                             |  |  |  |  |  |  |  |  |  |  |  |  |  |  |  |
| |                                                                             |  |  |  |  |  |  |  |  |  |  |  |  |  |  |  |
| | 6. Carlos Luis, príncipe heredero de Baden                                  |  |  |  |  |  |  |  |  |  |  |  |  |  |  |  |
| |                                                                             |  |  |  |  |  |  |  |  |  |  |  |  |  |  |  |
| |                                                                             |  |  |  |  |  |  |  |  |  |  |  |  |  |  |  |
| | 26. Luis VIII, landgrave de Hesse-Darmstadt (= 28)                          |  |  |  |  |  |  |  |  |  |  |  |  |  |  |  |
| |                                                                             |  |  |  |  |  |  |  |  |  |  |  |  |  |  |  |
| |                                                                             |  |  |  |  |  |  |  |  |  |  |  |  |  |  |  |
| | 13. Landgravina Carolina Luisa de Hesse-Darmstadt                           |  |  |  |  |  |  |  |  |  |  |  |  |  |  |  |
| |                                                                             |  |  |  |  |  |  |  |  |  |  |  |  |  |  |  |
| |                                                                             |  |  |  |  |  |  |  |  |  |  |  |  |  |  |  |
| | 27. Condesa Carlota de Hanau-Lichtenberg y Müntzenberg (= 29)               |  |  |  |  |  |  |  |  |  |  |  |  |  |  |  |
| |                                                                             |  |  |  |  |  |  |  |  |  |  |  |  |  |  |  |
| |                                                                             |  |  |  |  |  |  |  |  |  |  |  |  |  |  |  |
| | 3. Princesa Carolina de Baden                                               |  |  |  |  |  |  |  |  |  |  |  |  |  |  |  |
| |                                                                             |  |  |  |  |  |  |  |  |  |  |  |  |  |  |  |
| |                                                                             |  |  |  |  |  |  |  |  |  |  |  |  |  |  |  |
| | 28. Luis VIII, landgrave de Hesse-Darmstadt (= 26)                          |  |  |  |  |  |  |  |  |  |  |  |  |  |  |  |
| |                                                                             |  |  |  |  |  |  |  |  |  |  |  |  |  |  |  |
| |                                                                             |  |  |  |  |  |  |  |  |  |  |  |  |  |  |  |
| | 14. Luis IX, landgrave de Hesse-Darmstadt                                   |  |  |  |  |  |  |  |  |  |  |  |  |  |  |  |
| |                                                                             |  |  |  |  |  |  |  |  |  |  |  |  |  |  |  |
| |                                                                             |  |  |  |  |  |  |  |  |  |  |  |  |  |  |  |
| | 29. Condesa Carlota de Hanau-Lichtenberg y Müntzenberg (= 27)               |  |  |  |  |  |  |  |  |  |  |  |  |  |  |  |
| |                                                                             |  |  |  |  |  |  |  |  |  |  |  |  |  |  |  |
| |                                                                             |  |  |  |  |  |  |  |  |  |  |  |  |  |  |  |
| | 7. Landgravina Amalia de Hesse-Darmstadt                                    |  |  |  |  |  |  |  |  |  |  |  |  |  |  |  |
| |                                                                             |  |  |  |  |  |  |  |  |  |  |  |  |  |  |  |
| |                                                                             |  |  |  |  |  |  |  |  |  |  |  |  |  |  |  |
| | 30. Cristian III, conde palatino de Zweibrücken-Birkenfeld (= 8)            |  |  |  |  |  |  |  |  |  |  |  |  |  |  |  |
| |                                                                             |  |  |  |  |  |  |  |  |  |  |  |  |  |  |  |
| |                                                                             |  |  |  |  |  |  |  |  |  |  |  |  |  |  |  |
| | 15. Condesa Palatina Carolina de Zweibrücken                                |  |  |  |  |  |  |  |  |  |  |  |  |  |  |  |
| |                                                                             |  |  |  |  |  |  |  |  |  |  |  |  |  |  |  |
| |                                                                             |  |  |  |  |  |  |  |  |  |  |  |  |  |  |  |
| | 31. Condesa Carolina de Nassau-Saarbrücken (= 9)                            |  |  |  |  |  |  |  |  |  |  |  |  |  |  |  |
| |                                                                             |  |  |  |  |  |  |  |  |  |  |  |  |  |  |  |
| |                                                                             |  |  |  |  |  |  |  |  |  |  |  |  |  |  |  |